# Rinorea haughtii
Rinorea haughtii là một loài thực vật thuộc họ Violaceae. Đây là loài đặc hữu của Colombia.